# 荒木美也子
荒木 美也子（あらき みやこ、1962年8月22日 - ）は、日本の映画プロデューサー。東京都出身。アスミック・エース エンタテインメント企画・製作事業本部所属。

## 略歴
学習院大学法学部政治学科を卒業、住友商事でODAに携わる。退職後、夫の赴任先のニューヨークでアトランタオリンピックと長野オリンピックの国際テロ対策、スポンサーVIP警備計画に従事したのち、1998年アスミック・エース エンタテインメントに入社。
黒澤明遺稿脚本を映画化した小泉堯史監督作品『雨あがる』（2000年）でアシスタントプロデューサーを務め、同じく小泉監督の『阿弥陀堂だより』（2002年公開、日本アカデミー賞優秀作品賞他受賞）でプロデューサーになる。更に2006年公開の『博士の愛した数式』でも小泉監督と組んでプロデューサーを務める。2010年の『大奥』はシリーズ化し、テレビドラマ版のプロデューサーも務めた。
実父は、『死の棘』でカンヌ国際映画祭グランプリを受賞、『次郎物語』『ビルマの竪琴』などをプロデュースした荒木正也。義父は、元国連大使、第25代学校法人学習院院長の波多野敬雄。

## 担当作品

### アシスタントプロデューサー
- 雨あがる（2000年）

### プロデューサー
- 阿弥陀堂だより（2002年）
- 大停電の夜に（2005年）
- 博士の愛した数式（2006年）
- 重力ピエロ（2009年）
- よしながふみ原作『大奥』シリーズ
  - 大奥（2010年）
  - 大奥〜誕生［有功・家光篇］（2012年）※テレビドラマ
  - 大奥〜永遠〜［右衛門佐・綱吉篇］（2012年）
- 僕等がいた 前篇・後篇（2012年）※企画プロデュース[3]
- MIRACLE デビクロくんの恋と魔法（2014年）
- 愛を積むひと（2015年）
- 僕らのごはんは明日で待ってる(2017年）